# Тайберн
51°30′46″ пн. ш. 0°09′50″ зх. д. / 51.512861111111° пн. ш. 0.164° зх. д.
Тайберн (англ. Tyburn) — колишній маєток у графстві Міддлсекс, нині частина Лондонського міського округу Вестмінстер. З 1196 до 1783 року був офіційним місцем страти засуджених з Лондона. Після 1783 року місцем публічних страт стала площа перед в'язницею Ньюгейт, а з 1868 року, згідно з прийнятим тоді законом, страти стали проводитися за стінами Ньюгейтської в'язниці без доступу громадськості.

## Розташування, походження та значення
Парафія, а, отже, ймовірно, також маєток, була обмежена римськими дорогами на заході (сучасна Еджвер-роуд) і на півдні (сучасна Оксфорд-стріт), перетином яких було місце знаменитої шибениці Тайберн (у розмовній мові — «Тайбернське дерево»), зараз зайнятий Мармуровою аркою. З цієї причини протягом багатьох століть ім’я Тайберн було синонімом смертної кари, оскільки було головним місцем страти лондонських злочинців і засуджених зрадників, у тому числі багатьох релігійних мучеників. У XVIII столітті він був також відомий як «Божий трибунал».
Назва Тайберн (від teo bourne) означає «прикордонний потік»  і походить від річки Тайберн Брук — притоки річки Вестборн. (Не слід плутати з відомішою лондонською річкою Тайберн — наступною притокою Темзи на схід від Вестборна).

## Історія
Садиба Тайберн разом із сусіднім Ліссоном згадується у Книзі Страшного суду 1086 року і обслуговувалась парафією Мерілебон, яка сама названа на честь потоку. Первісна назва парафії була просто Меріборн — потік Святої Марії, — французьке «ле» з’явилося у XVII столітті під впливом імен на кшталт Мері-ле-Боу.
Книга страшного суду вказує, що садиба як до, так і після нормандського завоювання, утримувала жіночий монастир абатства Баркінг. Дослідження книги свідчить, що в ньому було вісім домогосподарств, що свідчить про населеність близько сорока особами. У 1230—1240-х роках маєтком володів Гілберт де Сендфорд, син Джона де Сендфорда, який був камергером Елеонори Аквітанської. 1236 року місто Лондон уклало контракт із сером Гілбертом на забір води з Тайберн-Спрінгс, який він тримав, як джерело першого водопроводу міста. Вода постачалася у свинцевих трубах, які йшли від того місця, де сьогодні станція Бонд-стріт — на 800 метрів на схід від Гайд-парку, до селища Чарінг (Черінг-Крос), уздовж Фліт-стріт і через міст Фліт, підіймаючись на пагорб Ладгейт (за допомогою гравітаційного тиску) до громадського каналу в Чіпсайді. Воду всім охочим доставляли безкоштовно.
Перетин двох римських доріг мав значення з давніх часів і був відзначений пам'ятником, відомим як Освульфів камінь, який дав назву Оссульської сотні Мідлсексу. Камінь був засипаний 1851 року, коли Мармурову арку перенесли в цей район, але невдовзі його розкопали і підперли до арки. 1869 року він таємниче зник.

## Шибениця Тайберна

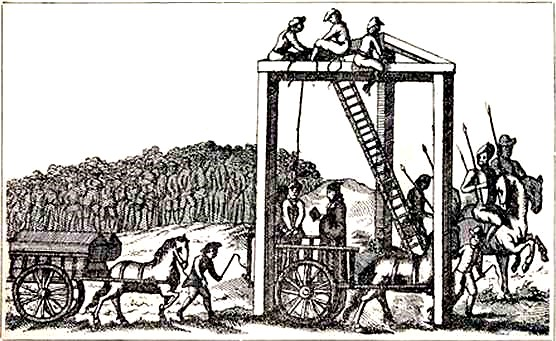
«Тайбернське дерево»

Хоча страти відбувалися в інших місцях (зокрема на Тауер-Хіллі, що зазвичай пов’язано зі зрадою джентльменів), римська дорожня розв’язка у Тайберні стала асоціюватися з місцем кримінальної страти після того, як більшість страт були перенесені сюди зі Смітфілда в 1400-х роках. Ув’язнених вивозили громадською процесією з Ньюгейтської в'язниці у Сіті через Сент-Джайлз в Філдс і Оксфорд-стріт (тоді відому як Тайберн-роуд). З кінця XVIII століття, коли публічні страти більше не проводилися у Тайберні, вони відбувалися в самій Ньюгейтській в'язниці і в тюрмі Хорсмонгер Лейн у Саузварку.
Перша зафіксована страта в Тайберні відбулася на місці поруч із потоком 1196 року. Вільяма Фітца Осберта, лідера популістів, який зіграв важливу роль у народному повстанні 1196 року в Лондоні, загнали в кут у церкві Сент-Мері-ле-Боу. Його голого потягли за конем до Тайберна, де його повісили.
1537 року Генріх VIII використав Тайберн, щоб стратити ватажків Паломництва Благодаті, включаючи сера Ніколаса Темпеста, одного з північних лідерів Паломництва і самого короля Луконоша з Лісу Боуленд.
1571 року Тайбернське дерево було споруджено біля перехрестя нинішніх Еджвер-роуд, Бейсуотер-роуд і Оксфорд-стріт, на 200 метрів на захід від Мармурової арки. «Дерево» або «Потрійне дерево» мало форму шибениці, що складається з горизонтального дерев’яного трикутника, який підтримується трьома ногами (композиція, відома як «тринога кобили» або «триногий табурет»). Таким чином, кілька злочинців могли бути повішені одночасно, і тому шибениця використовувалася для масових страт, наприклад, 23 червня 1649 року, коли 24 ув’язнених — 23 чоловіки та одну жінку — було повішено одночасно. Їх доставляли туди на восьми возах.
Після страти тіла ховали поблизу або забирали для розтину анатомами. Натовп іноді боровся за тіло з хірургами, боячись, що препарація може запобігти воскресінню тіла в Судний день (див. Джек Шеппард, Дік Терпін або Вільям Спіггот).
Першою жертвою «Дерева Тайберна» став римо-католик Джон Сторі, якого засудили за зраду. Меморіальна дошка католицьким мученикам, страченим у Тайберні в період 1535—1681 років, розташована на Гайд-парк плейс, 8, на місці монастиря Тайберн. Серед найбільш відомих осіб, знятих з Дерева в наступні століття, були Джон Бредшоу, Генрі Айретон та Олівер Кромвель, які вже були мертві, але були викопані та повішені в Тайберні в січні 1661 року за наказом Кавалерського парламенту в акті посмертна помста за участь у обезголовленні короля Карла I.
Шибеницю, ймовірно, кілька разів розбирали та збирали знову, можливо, через знос, але загалом уся конструкція постійно стояла в Тайберні. Після деяких актів вандалізму в жовтні 1759 року було вирішено замінити постійну конструкцію новою рухомою шибеницею, яку використовували до останньої страти в Тайберні, що, ймовірно, відбулась у листопаді 1783 року.

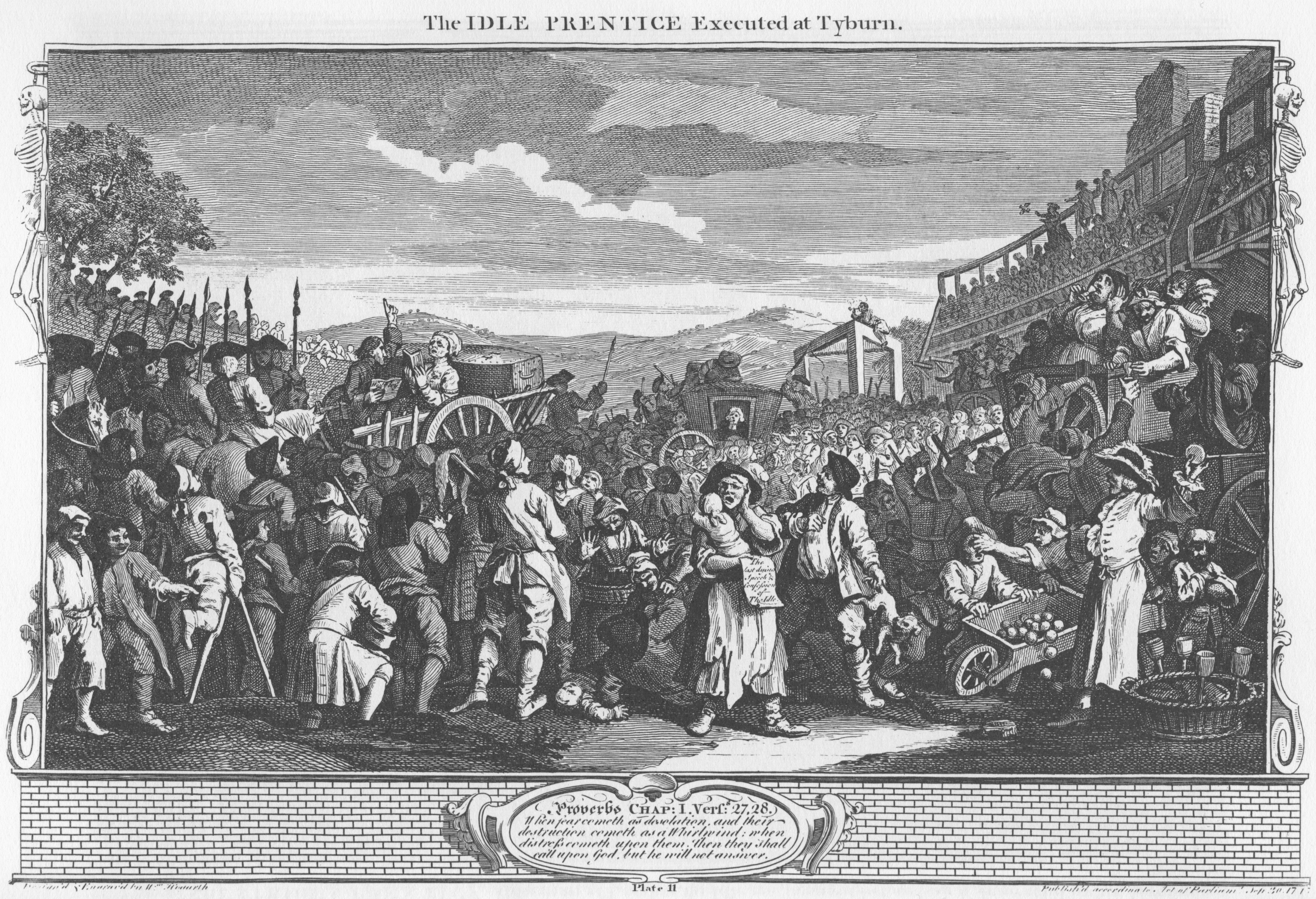
Картина Вільяма Хогарта "Ледачий Підмайстер страчений у Тайберні", із серії «Працьовитий і Ледачий» (1747)

Страти були публічними видовищами, які збирали багатотисячні натовпи. За окрему плату надавали доступ до трибун, де для глядачів відкривались розкішні краєвиди. Одного разу трибуни обвалилися, у результаті чого загинули та отримали поранення сотні людей. Однак це не стримувало людей, і страти продовжували розглядати як державні свята, а лондонські підмайстри отримували під час них вихідний. Одна з таких подій зображена Вільямом Хогартом у його сатиричному принті «Ледачий Підмайстер страчений у Тайберні» (1747).
Тайберн зазвичай використовували як евфемізм смертної кари — наприклад, «поїхати до Тайберна» (або просто «поїхати на захід») означало піти на повішення, «Володар маєтку Тайберн» був громадським шибеником, «танцюючи джигу на Тайберні» було актом повішення. З в’язниці Ньюгейт засуджених доставляли на місце у відкритому возі. Очікувалося, що вони влаштують гарне шоу, одягнувши свій найкращий одяг і йдучи на смерть з безтурботністю. Натовп підбадьорював «доброго вмираючого», але глузував, побачивши будь-які прояви слабкості з боку засуджених. 
19 квітня 1779 року священник Джеймс Хекман був повішений за те, що 7 квітня вбив куртизанку і світську левицю Марту Рей, коханку Джона Монтегю, 4-го графа Сендвіча.
Шибеницю Тайберна востаннє використовували 3 листопада 1783 року, коли був повішений розбійник Джон Остін. Протягом наступних 85 років повішання влаштовували біля в'язниці Ньюгейт. 1868 року, через громадський безлад під час цих публічних страт, було вирішено стратити засуджених усередині в’язниці.
Місце шибениці тепер позначено трьома молодими дубами, які були посаджені 2014 року на островку посеред Еджвер-роуд на його перетині з Бейсуотер-роуд. Між деревами розташована кругла частина з написом «Місце Тайбернського дерева». Воно також відзначене монастирем Тайберн  — католицьким монастирем, присвяченим пам’яті мучеників, страчених на цій шибениці та в інших місцях через віру.
Хоча більшість історичних записів і сучасна наука сходяться на думці, що шибениця Тайберна була розташована там, де Оксфорд-стріт перетинається з Еджвер-роуд і Бейсуотер-роуд, у січні 1850 року у випуску Notes and Queries колекціонер книг і музикознавець Едвард Френсіс Рембо опублікував список недоліків, які він знайшов у Лондонському довіднику Пітера Каннінгема 1849 року. Він стверджував, що справжнє місце розташування шибениці — це місце, де пізніше була побудована площа Коннот-сквер, 49, заявляючи, що «в оренді, наданій єпископом Лондона, це особливо згадується».

## Процес страти
Тайберн був насамперед відомий своїми шибеницями, які функціонували як головне місце страти в’язнів Лондона з XVI до XVIII століття. Для тих, кого визнали винними у скоєнні тяжких злочинів, і хто не зміг отримати помилування, що становило приблизно 40 %, найбільш імовірно було закінчити життя на «Дереві Тайберна». Інші сучасні методи покарання, які могли використовуватися як альтернатива Тайберну, включали страту з подальшим підвішуванням у ланцюгах на місці, де був скоєний злочин; спалення на вогнищі; витягування та четвертування. Два останні варіанти були поширеними у справах про зраду.
Останні дні засуджених були відзначені релігійними подіями. У неділю перед кожною стратою в каплиці Ньюгейта виголошували проповідь, відвідування якої могли сплатити ті, хто не був пов’язаний зі стратою. Крім того, в ніч напередодні страти, близько опівночі, сторож церкви Святого Гробу, прилеглої до Ньюгейта, читав вірші за стіною засуджених. Наступного ранку засуджені, що почули молитви, за бажанням приймали причастя.
У день страти засуджених везли на шибеницю Тайберн з Ньюгейта на відкритому возі, запряженому конем. Відстань між Ньюгейтом і Тайберном становила приблизно три милі (4,8 км.), але через вулиці, часто переповнені глядачами, подорож могла тривати до трьох годин. Звична зупинка візка була в готелі «Боул Інн» в Сент-Джайлзі, де засудженим дозволяли випити міцні алкогольні напої або вино.
Прибувши в Тайберн, засуджені опинялися перед людною і галасливою площею; багаті платили за те, щоб сидіти на трибунах, встановлених з цієї нагоди, аби мати безперешкодний огляд. Перед стратою засудженим дозволяли сказати кілька слів — влада очікувала, що більшість засуджених перед смертю, перш ніж віддати власну душу Богу, визнають свою провину. Повідомляється, що більшість засуджених робили це. Потім їм на шию накладали петлю і прибирали візок, залишивши їх висіти. Смерть не була негайною; боротьба з удушенням могла тривати три чверті години.
Повідомлялося про випадки кишенькових крадіжок у натовпі під час страт, що було глузуванням над виховним ефектом смертної кари, яка на той час вважалася належним покаранням за крадіжку.

## Соціальні аспекти
Місця публічних страт були значними місцями зборів, а страти були публічними видовищами. Науковці описали страти в Тайберні як «карнавальні події, коли нормативне послання, призначене владою, знову привласнюється та перевертається зневажливим натовпом», який вважає його джерелом «розваги та конфлікту». Цей аналіз підтверджується наявністю крикливих вуличних торговців і продавців їжі, а також встановленням сидінь для заможних глядачів. Крім того, поширене повір’я вважало, що рука страченого злочинця може вилікувати рак, і нерідко можна було побачити, як матері гладили щоку своєї дитини рукою засудженого. Шибениця в Тайберні була джерелом трупів для хірургів і анатомів. 

## Кати Тайберну
- «Лондонський шибеник» Кретвелл (приблизно 1534 [27] — 1 вересня 1538) [28][29][30]
- Томас Деррік (приблизно 1608)
- Грегорі Брендон (1625 або раніше — ?), на честь якого було придумано словосполучення «григоріанське дерево».[31]
- Роберт Брендон (? — 1649) «Молодий Грегорі», разом із батьком принаймні частину періоду.[31]
- Едвард Дан
- Джек Кетч (1663 — початок 1686), ненадовго відновлений наприкінці 1686 року
- Паска Роза (1686 — 28 травня 1686)
- Річард Пірс (?) (1686 — ?)
- Невідомий чи невідомі
- Джон Прайс (1714—1716)
- Вільям Марвелл (1716 — листопад 1717)
- Джон Прайс (1717—1718)
- Вільям Марвелл (1718 — ?)
- Бейліфф Бенкс (? — 1719)
- Річард Арнет (1719 — приблизно 1726)
- Джон Хупер (? — березень 1735)
- Джон Тріфт (березень 1735 — травень 1752)
- Томас Турліс (1754—1771)
- Едвард Денніс (1771 — 21 листопада 1786)

## Відомі люди, страчені у Тайберні
| Ім'я                                      | Дата              | Причина |
| ----------------------------------------- | ----------------- | --- |
| Уільям Фіц Осберт                         | 1196              | Мешканець Лондона. Страчений за участь у народному повстанні бідняків навесні 1196 року. |
| Роджер Мортімер, 1-й граф Марч            | 29 листопада 1330 | Обвинувачений у зневазі до королівської влади; повісили без суду. |
| Сір Томас Браун, Шеріф Кенту              | 20 липня 1460     | Засуджений за зраду і негайно повішений. Був посвячений в лицарі Генріхом IV і служив канцлером фінансів між 1440 і 1450 роками, а також мировим суддею в Сурреї з 1454 року до своєї смерті. |
| Сір Хампфрі Стаффорд Графтонський         | 8 липня 1486      | Обвинувачений у тому, що перейшов на сторону Річарда III; повішений без суду за наказом Генріха VII. |
| Майкл ан Гоф та Томас Фламанк             | 27 червня 1497    | Лідери Першого Ірландського Повстання у 1497 році. |
| Перкін Уорбек                             | 23 листопада 1499 | Державна зрада; Претендент на трон Генріха VII Англійського. Видавав себе за Річарда IV, молодшого з двох принців у Тауері. Керівник Другого Корнуоллського повстання у 1497 році. |
| Елізабет Бартон "The Holy Maid of Kent"   | 20 квітня 1534    | Державна зрада; Черниця, яка пророкувала, що король Генріх VIII помре протягом шести місяців, якщо одружиться на Анні Болейн. |
| Джон Хоутен                               | 4 травня 1535     | Пріор Чартерхаусу, який відмовився дати присягу, що виправдовує розлучення короля Генріха VIII та Катерини Арагонської. |
| Томас Фіцджеральд, 10-й граф Кілдер       | 3 лютого 1537     | Бунтівник, який зрікся вірності Генріху VIII. Лідер "Повстання Шовкового Томаса". 3 лютого 1537 року граф, після шістнадцяти місяців ув’язнення, разом із п’ятьма його дядьками були страчені як зрадники в Тайберні, повішений, витягнутий і четвертований. Ірландський уряд, не задоволений арештом графа, надіслав відповідного листа Томасу Кромвелю. Однак цей лист призвів до того, що було вирішено, що п’ятьох дядьків Фіцжеральда (Джеймса, Олівера, Річарда, Джона та Уолтера) також слід заарештувати. Єдиним представником династії Геральдинів Кілдер залишився Джеральд Фіцджеральд, 11-й граф Кілдер (1525—1585), відомий як «Граф-Чарівник». |
| Сір Френсіс Бігод                         | 2 червня 1537     | Лідер повстання Бігода. У період з червня по серпень 1537 року ватажків повстання та багатьох учасників було страчено в Тайберні, Тауер-Хіллі та багатьох інших місцях. Серед них були сір Джон Бігод, сір Томас Персі, сір Генрі Персі, сір Джон Булмер, сір Стефан Гамільтон, сір Ніколас Темпаст, сір Вільям Ламлі, сір Едвард Невіл, сір Роберт Констебл, абати абатства Барлінгс, Соулі, Фонтани та Джерво і пріор Брідлінгтон. Всього в різних місцях було вбито 216 осіб; лордів і лицарів, півдюжини настоятелів, 38 ченців та 16 парафіяльних священників.                                                                                          |
| Томас Фіннес, 9й барон Дакр               | 29 червня 1541    | Лорд Дакр був засуджений за вбивство через співучасть у смерті єгеря під час браконьєрської експедиції на землі сера Ніколаса Пелхема з Лотона. |
| Френсіс Дерем та Сір Томас Калпепер       | 10 грудня 1541    | Придворні короля Генріха VIII, які були причетними до подружньої зради його п’ятої дружини Кетрін Говард. Обидвох, Калпепера і Дарема, засудили до «повішення, витягування та четвертування», але вирок Калпепера було замінено на обезголовлення в Тайберні через його добрі стосунки з Генріхом (Обезглавлення, призначене для дворян, зазвичай здійснювалося на Тауер-Хіллі). Дарем отримав повний вирок. |
| Вільям Ліч з Фуллетбі                     | 8 травня 1543     | Ватажок повстання під назвою «Паломництво Благодаті» у 1536 році. Втік до Шотландії. Вбив Королівського Герольда (що обіймав посаду Сомерсетського Герольда) Томаса Трахерна в Данбарі 25 листопада 1542 року, спричинивши міжнародний скандал. Був виданий для страти у Лондоні. |
| Хамфрі Араунделл                          | 27 січня 1550     | Лідер Західного Повстання 1549 року, яке іноді згадується як Повстання Молитовників.[неавторитетне джерело] |
| Святий Едмунд Кампіон                     | 1 грудня 1581     | римо-католицький священник. |
| Джон Адамс                                | 8 жовтня 1586     | римо-католицький священник. |
| Роберт Дадлі                              | 8 жовтня 1586     | римо-католицький священник. |
| Джон Лоув                                 | 8 жовтня 1586     | римо-католицький священник. |
| Брайан О'Рурк                             | 3 листопада 1591  | Ірландський лорд. Взимку 1588 року переховував і допомагав втечі іспанських військових, що пережили потоплення корабелів. Після короткого повстання втік до Шотландії у 1591 році, але став першою людиною, екстрадованою в Британії за звинуваченнями в злочинах, скоєних в Ірландії, і був засуджений до смертної кари за зраду. |
| Роберт Саузвелл                           | 21 лютого 1595    | римо-католицький священник. |
| Джон Фелтон                               | 29 листопада 1628 | Лейтенант англійської армії, що вбив Джорджа Вільєрса, 1-го герцога Бекінгема, придворного, державного діяча і фаворита короля Якова I. |
| Філіп Пауел                               | 30 червня 1646    | римо-католицький священник. |
| Пітер Райт                                | 19 травня 1651    | римо-католицький священник. |
| Джон Саузворт                             | 28 червня 1654    | римо-католицький священник. |
| Олівер Кромвель                           | 30 січня 1661     | Посмертна страта після ексгумації його тіла з Вестмінстерського абатства. |
| Роберт Х'юберт                            | 28 вересня 1666   | Обмовив себе у тому, що розпочав Велику лондонську пожежу. |
| Клод Дюваль                               | 21 січня 1670     | Розбійник. |
| Святий Олівер Планкетт                    | 1 липня 1681      | Лорд-примас всієї Ірландії, лорд-архієпископ Арми і мученик. |
| Джейн Восс                                | 19 грудня 1684    | Розбій, державна зрада, вбивства та інші тяжкі злочини. |
| Уільям Чалонер                            | 23 березня 1699   | Відомий чекальник і фальшивомонетник, засуджений за державну зраду, частково за доказами, зібраними Ісааком Ньютоном. |
| Джек Холл                                 | 1707              | Сажотрус, повішений за крадіжку зі зломом. Про нього існує народна пісня, яка згадує його ім’я (існує й інша пісня з варіантом імені Сем Холл). |
| Генрі Оксбург                             | 14 травня 1716    | Один з лідерів Якобітів у повстанні 1715 року. |
| Джек Шеппард "Gentleman Jack"             | 16 листопада 1724 | Відомий злодій, що чотири рази втікав з в'язниці. |
| Джонатан Вайлд                            | 24 травня 1725    | Лідер організованої злочинності свого часу. |
| Артур Грей                                | 11 травня 1748    | Один з лідерів сумнозвісної банди Хокхерст, злочинної організації, яка займалася контрабандою по всій південно-східній Англії з 1735 по 1749 роки. |
| Джеймс МакЛейн "The Gentleman Highwayman" | 3 жовтня 1750     | Розбійник. |
| Лоуренс Шерлі, 4-й граф Феррерс           | 1 травня 1760     | Останній пер, якого повісили за вбивство. |
| Елізабет Браунрігг                        | 13 вересня 1767   | Убивця Мері Кліффорд, домашньої служниці, яку було закатовано. |
| Джон Ранн "Sixteen String Jack"           | 30 листопада 1774 | Розбійник. |
| Джеймс Хакмен                             | 19 квітня 1779    | Повішений за вбивство Марти Рей, коханки Джона Монтегю, 4-го графа Сендвіча. |
| Джон Остін                                | 3 листопада 1783  | Розбійник, остання людина, яку стратили у Тайберні. |

## Дивитися також
- Бастилія
- Картузіанські мученики Лондона
- Передсмертна промова
- Сінг-Сінг
- Тауер

## Зовнішні посилання
- Пов'язані історії